# Массимо Периколо
Массимо Периколо (итал. Massimo Pericolo, 30 ноября 1992, Галларате, Варесе, Ломбардия, Италия) — итальянский рэпер и писатель. Массимо Периколо — псевдоним Алессандро Ванетти (итал. Alessandro Vanetti).

## Биография

### Ранние годы
В возрасте десяти лет он сделал свои первые шаги в сторону хип-хопа, черпая вдохновение в фильме с Эминемом «Восьмая миля». Будучи подростком, он, сотрудничая с некоторыми своим друзьями, в том числе и Касо, записав семь демозаписей, которые так и не были изданы.
Детство и юность Ванетти прошли в Катании, где он жил со своей матерью, а в возрасте 17 лет переехал в Бреббью. В 2014 году он был заключён в тюрьму после проведения правоохранительными органами Италии антинаркотической операции «Scialla semper». Период, проведенный в тюрьме, побудил Ванетти посвятить себя писательской деятельности, и на этом этапе он решил принять псевдоним Массимо Периколо. После выхода из тюрьмы в 2016 году, он выпустил видеоклип на песню «Baklava», и в том же году участвовал в различных местных мероприятиях при поддержке своего менеджера Xqz.

## Альбомы

### «Scialla semper»
Массимо Периколо получил известность благодаря клипам на синглы «7 miliardi» и «Sabbie d’oro». За несколько недель клипы на эти песни превысили миллион просмотров на «Ютубе». В 2019 году он выпустил свой дебютный альбом «Scialla semper», который был потом переиздан в том же году под названием «Emodrill Repack». Переизданный альбом включал в себя ремиксы песен из «Scialla semper», а также дополнительные трэки. Название альбома «Scialla semper» было взято из названия операции по борьбе с наркотиками, проводимой полицией Италии, которая привела к аресту Массимо Периколо в 2014 году. Альбом, сертифицированный FIMI как платиновый, был положительно встречен критиками: Кармело Леоне из «La casa del rap» присвоил альбому рейтинг 8,3 из 10, заявив, что это «отличный дебютный альбом, не оправдавший ожиданий». 22 октября 2019 года вышел сингл «Criminali», записанный с участием рэперов Speranza и Barracano. Эта песня, спродюсированная Crookers и Nic Sarno, является первым совместным проектом трёх рэперов и предвосхитившая турне, в котором они провели вместе семь концертов, прошедшие с ноября по декабрь в городах: Болонья, Флоренция, Сенигаллия, Милан, Модуньо, Венария-Реале и Падуя.

### «Solo tutto»
В 2020 году Массимо Перикло сотрудничал с Махмудом над созданием популярного сингла «Moonlight popolare». После чего, он в июле того же года выпустил сингл «Beretta», спродюсированный Crookers и сопровождаемый клипом, опубликованным 21 июля на официальном «Ютуб»-канале рэпера. 19 февраля 2021 года вышел сингл «Bugie», который предвосхитил выпуск второго альбома «Solo tutto» 26 марта того же года. Новый альбом рэпера включает в себя 15 песен и несколько совместных работ с такими исполнителями, как Salmo, Madame, Venerus и J.Lord.
Также, в 2021 году рэпер выпускает книгу под названием «Повелитель леса» (итал. Il signore del bosco).

## Дискография

### Студийные альбомы
- 2019 — Scialla semper
- 2021 — Solo tutto

### Синглы
Основной исполнитель:
- 2019 — 7 miliardi
- 2019 — Criminali (совместно с Speranza и Barracano)
- 2020 — Moonlight popolare (совместно с Махмудом)
- 2020 — Beretta
- 2021 — Bugie

В качестве приглашённого исполнителя
- 2019 — Scacciacani (Ketama126 при участии Массимо Периколо)
- 2020 — Infamia (Chicoria при участии Массимо Периколо)
- 2020 — L'ultima volta (Emis Killa и Джейк Ла Фурия при участии Массимо Периколо)

### Сотрудничество
- 2019 — Star Wars (c Фабри Фиброй)
- 2019 — Appartengo — Il sangue (Marracash при участии Массимо Периколо)
- 2020 — Scherzo (Generic Animal при участии Массимо Периколо)
- 2020 — Autostrada del sole (Silent Bob при участии Sick Budd, Массимо Периколо & Crookers)
- 2020 — La Story infinita (Tedua при участии Массимо Периколо)
- 2020 — Summer’s Imagine (Achille Lauro при участии Массимо Периколо)
- 2020 — MP5 (Tony Effe при участии Массимо Периколо)
- 2020 — Weekend (Slait & Young Miles feat. Lazza, Madame при участии Массимо Периколо)
- 2020 — Takeo Ischi (Speranza при участии Массимо Периколо)
- 2021 — Nel male e nel bene (Emis Killa при участии Массимо Периколо)

### Ремиксы
- 2020 — Fudasca feat. Powfu, Rxseboy, Snøw — Make You Mine (Massimo Pericolo Remix)
- 2020 — Seba la pute Remix (Touché и Crookers при участии Barracano и Массимо Периколо)

## Писательская деятельность
Массимо Периколо написал книгу «Повелитель леса» * Massimo Pericolo. Il signore del bosco. — Rizzoli, 2021. — ISBN 9788817157056.